# TV Bolívar
TV Bolívar fue un canal de televisión chileno existente en Concepción entre octubre de 1961 y marzo de 1962, perteneciente a la Radio Simón Bolívar de la misma ciudad. Fue la primera estación de televisión privada y comercial del país, emitiendo mediante circuito cerrado vía cable coaxial, siendo a la vez uno de los primeros sistemas de televisión por cable operativos en Chile.

## Historia

### Antecedentes y formación
Los orígenes de TV Bolívar se remontan a septiembre de 1960, cuando la empresa Mercadotécnica y Gigante realizó emisiones en circuito cerrado en un radio aproximado de 300 metros concentrados en las vitrinas de diversas tiendas de la calle Estado en Santiago. El jefe del Departamento de Televisión de la empresa antes mencionada era Jorge Loyola Rivas, y las emisiones eran de 18:00 a 19:00 desde los estudios de Radio Bulnes, ubicados en la misma calle Estado. En diciembre del mismo año, Loyola presentó en Concepción un equipo de televisión Sylvania y se realizaron programas desde el auditorio de Radio Simón Bolívar.
Luego de la experiencia de diciembre de 1960, Loyola fue contratado el 28 de febrero de 1961 por el propietario de la Radio Simón Bolívar de Concepción, Antonio Jaén Buendía, para instalar una estación de televisión en la ciudad que permitiera a futuro desarrollar un proyecto de televisión comercial. Los equipos transmisores fueron los mismos del experimento de calle Estado, complementados con 2 cámaras y 2 monitores Western Electric —que arribaron a Concepción en mayo—, y además se construyeron 2 estudios por parte del arquitecto Osvaldo Cáceres González, a la vez que Eduardo Gómez era nombrado jefe de la sección técnica, Jorge Loyola en la dirección artística, y Alfredo Pacheco como jefe de prensa. A inicios de julio se iniciaron las transmisiones de pruebas, y al mismo tiempo Loyola realizaba un curso para 60 alumnos en que enseñaba nociones sobre la realización de programas televisivos.

### Inicio de transmisiones
Las emisiones de TV Bolívar se iniciaron a las 19:00 del 18 de octubre de 1961, emitiendo dos horas diarias en circuito cerrado para aproximadamente 8 a 18 televisores ubicados en casas comerciales y entre 12 y 15 ubicados en casas particulares, pagando estas últimas una tarifa de suscripción de 30 escudos. El sistema podía cubrir un radio de 5 kilómetros desde la estación transmisora que estaba ubicada en la calle Exeter, así como también estuvo capacitado para poder emitir en señal abierta con una potencia de 1 kW. La razón de transmitir por cable fue de carácter legal, ya que no estaban sujetas al control de la Dirección de Servicios Eléctricos, quienes vigilaban solamente las transmisiones en señal abierta. TV Bolívar esperaba que, si se autorizaban las emisiones en señal abierta, estas podrían haber alcanzado localidades como Talcahuano, Tomé, Lota, e incluso Chillán.
Entre su programación, modelada al estilo de las estaciones televisivas de los Estados Unidos, se encontraba un teleteatro a cargo de Carmen «Chaty» Peláez (esposa de Jorge Loyola), comentarios a cargo del periodista Hernán Osses del diario Crónica, horóscopo, entrevistas, concursos y mesas redondas periodísticas. Algunos de los espacios producidos por TV Bolívar fueron: Su cocina, señora, a cargo de Lucy de Muñoz; El hombre del tiempo con Guillermo Herrera, consistente en un informe meteorológico que incluía un tablero diseñado por Jorge Loyola en el cual mediante diferentes dibujos de las condiciones del tiempo (un sol, nubes y un tubo que hacía que de la nube cayera agua, anunciando lluvia) se presentaba en pantalla el pronóstico; La fonda de Ña Pepa, programa de música folclórica a cargo del Huaso Puente; el informativo Telenoticias; y Deporte en TV, realizado por Carlos Vergara Mancilla.
El equipo periodístico de TV Bolívar estaba encabezado por Joaquín Aurelio Guzmán, y también fueron parte del equipo humano del canal Liliana Astudillo, Annemarie Maack y Ariela Moedinger, de la Escuela de Periodismo de la Universidad de Concepción, junto a Sergio Gutiérrez y Manuel Troncoso (camarógrafos), Hugo Arévalo (ayudante de producción), Manuel Ferreira (control de sonido), Elías Alarcón (operador de cine), Guillermo Rodríguez (control de video), Rina Zurita y Carmen Peláez (directoras de estudio), Francisco Jara (microfonista), Raúl Castro (jefe de iluminación), Miguel Ferreira y Sergio Zambrano (luces de pedestales), Ángel San Martín y Luis Hernández (cablistas), Patricio Manns (libretista), Enrique Bañados Muñoz (escenógrafo), Eliel Medina (maquillaje) y Cristóbal Antequera (transpunte). Las emisiones diarias tenían una duración aproximada de 120 minutos.

### Cierre
Una de sus últimas transmisiones, y a la vez una de las más relevantes, ocurrió para la primera Feria Regional de Bío-Bío (Ferbio), realizada del 4 al 25 de febrero de 1962. Las presentaciones artísticas realizadas en dicha feria eran transmitidas por el canal a la Radio Simón Bolívar y de ahí a los estudios de TV Bolívar en la calle Exeter; el hecho generó amplia cobertura de la prensa local y nacional, ante lo cual las autoridades determinaron la clausura de la emisora en marzo de dicho año. También se han señalado razones económicas y técnicas para dicho cierre: las primeras corresponderían al elevado costo de las transmisiones y el bajo nivel de suscripciones en domicilios particulares (el costo de suscripción de 30 E° era equivalente al del arriendo de una casa por un día, que en la época fluctuaba entre 30 y 40 E°) mientras que las segundas hacen referencia a las constantes fallas técnicas del servicio y la dificultad en la importación de repuestos para los equipos.
Luego del cierre de TV Bolívar, pasarían 7 años hasta que Concepción vuelva a tener emisiones televisivas, esta vez originadas desde Santiago debido al arribo de Televisión Nacional de Chile a la ciudad el 18 de septiembre de 1969; una nueva señal parcialmente local surgiría en febrero de 1973 con el inicio de transmisiones de Canal 5, asociado al Canal 13.